# El Globus (Terrassa)
El Globus de Terrassa va ser una companyia de teatre sorgida el 1973 a partir de dos grups de teatre independent, Skunk i Six x Set acollits a l'entitat terrassenca Amics de les Arts i Joventuts Musicals. La seva voluntat professionalitzadora portà els seus membres a integrar-se a la delegació del Vallès Occidental de l'Institut del Teatre, just després de ser constituïda l'any 1974 i, més endavant, a reconvertir-se en el Centre Dramàtic del Vallès. El seu primer director fou Pau Monterde. Va tenir una activitat destacada en les dècades del 1970 i 1980.

## Estrenes
- 1973. Frank V de Friedrich Dürrenmatt
- 1973. RRRPRRR de Joan Brossa
- 1974. La nau de Josep Maria Benet i Jornet
- 1975. El deixeble del diable de George Bernard Shaw
- 1976. Dispara Flanaghan de Jordi Teixidor